# Another Earth
Pour plus de détails, voir Fiche technique et Distribution.
Another Earth est un film de science-fiction dramatique américain écrit, produit et réalisé par Mike Cahill, sorti en 2011. 

## Synopsis
À 17 ans, Rhoda Williams a terminé le lycée. Elle vient d'être acceptée au MIT pour y faire ses études de physique et célèbre l'événement lors d'une soirée alcoolisée dont elle revient seule, de nuit, au volant de sa voiture.
Dans le véhicule, la radio annonce l'apparition d'une nouvelle planète semblable à la Terre, visible à l'œil nu dans le ciel. Contemplant ce nouvel astre, elle perd le contrôle de sa direction et percute la voiture du compositeur John Burroughs. Ce dernier est plongé dans le coma, tandis que son jeune fils et son épouse enceinte sont tués sur le coup.
Quatre ans plus tard, Rhoda sort de prison. Elle a renoncé à ses études et s'isole dans un emploi de nettoyage à l'école proche. John Burroughs est sorti du coma et a vu sa vie personnelle et professionnelle brisée par l'accident. Rongée par la culpabilité, Rhoda lui rend visite sans arriver à lui avouer le rôle qu'elle a joué dans sa vie mais devient son aide ménagère. Elle se rapproche de lui, et lui d'elle.
En parallèle, le contact avec la Terre 2 est établi. Un concours a été organisé, permettant à Rhoda de gagner une place dans le vaisseau qui va visiter cette autre Terre, semblable mais probablement pas identique. John Burroughs, amoureux, lui demande de ne pas partir, mais la chasse avec violence dès qu'elle lui apprend enfin qu'elle est la cause de l'accident de voiture. Il finit par accepter la proposition de Rhoda de partir à sa place, Rhoda lui faisant comprendre qu'il peut prendre place dans un autre destin qui s'est, peut-être, réalisé là-bas.
Quatre mois plus tard, Rhoda lève les yeux vers le ciel où la Terre 2 est maintenant cachée par le brouillard. Elle s'approche de la porte arrière de sa maison et voit sa réplique de Terre 2 se tenant devant elle.

## Explications

### Terre 2
Il n'y a pas d'interaction gravitationnelle entre la Terre et Terre 2. Terre 2 apparaît mystérieusement, se rapproche de la Terre puis disparaît (elle n'est pas uniquement cachée par le brouillard).
Terre 2 est identique à la Terre, Ce fait est mis en évidence quand la directrice du SETI, Joan Tallis obtient une première transmission avec les habitants de Terre 2, elle tombe sur son  alter-ego, qui a eu en tous points une vie identique à la sienne. Il apparaît ainsi que les deux mondes sont identiques et que chacun sur Terre a un autre lui-même sur Terre 2.
Ces éléments tendent à montrer que Terre 2, ne provient pas de notre univers mais d'un univers parallèle.
Au cours du film, un scientifique émet l'hypothèse que la symétrie parfaite entre la Terre et Terre 2 est rompue à partir du moment ou Terre 2 apparaît dans le ciel, et qu'alors les événements qui surviennent sur l'une ou l'autre des planètes ne sont pas identiques. Ce fait constitue un point essentiel de l'intrigue et n'est démontré qu'à la dernière scène du film.

### Scène finale
Quatre mois après le départ de l'expédition  pour Terre 2, Rhoda restée sur Terre, voit Rhoda de Terre 2 devant chez elle.
Le fait que cette rencontre survienne quatre mois après le départ de la mission, alors que le voyage ne dure pas plus d'une semaine (Terre 2 n'est pas plus loin de la Terre que n'est la Lune) laisse supposer, que Rhoda de Terre 2 ne vient pas d'une mission symétrique à celle de John Burroughs. Il est donc exclu que la rupture de symétrie se soit produite uniquement quand Rhoda a laissé son billet à John. 
Rhoda de Terre 2 n'a pas l'expression tourmentée de Rhoda de notre Terre. Sa tenue vestimentaire témoigne d'une réussite sociale. Ce qui laisse supposer que Rhoda de Terre 2 n'a pas été affectée par l'accident qui a ruiné la vie de Rhoda de notre Terre. Sur Terre 2, l'accident n'aurait pas eu lieu. Rhoda de Terre 2 n'a pas été sélectionnée par le concours qui a permis à Rhoda de notre Terre de  l'être, mais Rhoda de Terre 2 a été sélectionnée pour ses compétences professionnelles en astrophysique dont elle a pu faire sa carrière.
Ainsi, Rhoda de Terre 2 a pu avoir un rôle majeur en tant qu'astrophysicienne de Terre 2, et faire sélectionner Rhoda de notre Terre pour l'expédition au cours des échanges entre les NASA des deux mondes. Il était surprenant, que la NASA choisisse un principe de sélection aussi simple qu'un simple concours d'expression écrite, sans vérifier la stabilité émotionnelle des candidats. La NASA, et par conséquent Rhoda de Terre 2, étaient au courant du passé dramatique de Rhoda et John, elle a laissé faire l'échange de billets. Du fait du décalage de 4 mois, John a pu rencontrer Rhoda de Terre 2 avant qu'elle ne parte. Rhoda de Terre 2 serait bien partie sur Terre pour retrouver son alter-ego pour l'aider dans sa détresse. Ce qui transparaît dans l'expression de compassion qu'elle affiche dans la dernière vue du film.

### Rupture de symétrie
Dans une interview télévisée que regarde Rhoda après avoir annoncé à John sa responsabilité dans l'accident, le docteur Richard Berendzen (qui joue son propre rôle), explique cette rupture de symétrie, « ils regardent de cette façon, vous regardez de cette façon et soudainement tout peut changer ». cette phrase sous-entend que l'accident de Rhoda n'est pas arrivé sur Terre 2. Cette différence de direction de regards évoquée par un astrophysicien donne un indice explicatif: l'accident de Rhoda est survenu la nuit alors qu'elle était distraite par la vision de la Terre 2. On voit nettement la face éclairée de Terre 2. A cet instant, Rhoda de Terre 2, qui roule aussi de nuit dans sa voiture, ne peut pas voir notre Terre car elle est située sur la face opposée de Terre 2. Elle n'a pas pu être distraite par cette apparition en conduisant et l'accident n'a vraisemblablement pas eu lieu.

## Fiche technique
- Titre : Another Earth
- Réalisation : Mike Cahill
- Scénario : Mike Cahill et Brit Marling
- Direction artistique : Darsi Monaco
- Décors : Brian Rzepka
- Costumes : Aileen Alvarez-Diana
- Photographie : Mike Cahill
- Montage : Mike Cahill
- Musique : Fall On Your Sword
- Production : Hunter Gray, Mike Cahill, Brit Marling et Nicholas Shumaker
- Société de production : Artists Public Domain
- Société de distribution :  Fox Searchlight Pictures
- Pays d'origine : États-Unis
- Langue originale : anglais
- Format : couleur (Technicolor) - 35 mm - 2.35 : 1 - Dolby numérique
- Genre : science-fiction, drame
- Durée : 92 minutes
- Dates de sortie :
  -  États-Unis : 22 juillet 2011
  -  Canada 5 août 2011
  -  France : 12 octobre 2011

## Distribution
- Brit Marling (VF : Elisabeth Ventura et VQ : Mélanie Laberge[2]) : Rhoda Williams
- William Mapother (VF : Loïc Houdré et VQ : François Trudel) : John Burroughs
- Meggan Lennon : Maya Burroughs
- Richard Berendzen (VF :Jean Pierre Moulin et VQ : Mario Desmarais) : lui-même (narrateur)
- Matthew-Lee Erlbach : Alex
- DJ Flava : lui-même